# Бо (округ)
Бо (англ. Bo) — один із 4 округів Південної провінції Сьєрра-Леоне. Адміністративний центр — місто Бо. Округ є другим за кількістю населення в країні.

## Населення
Населення округу становить 575478 осіб (2015; 463668 у 2004, 268671 в 1985, 217711 в 1974, 209754 в 1963).
У національному відношенні 60 % населення становлять представники народу менде.

## Історія
Округ зазнав значних руйнувань під час Громадянської війни 1991—2002 років, такі міста як Тіконко та Бумпе були повністю знищені.
Під час Другої громадянської війни 1999—2003 років в сусідній Ліберії округ разом із округом Кенема прийняли до 60 тисяч ліберійських біженців.

## Адміністративний поділ
У адміністративному відношенні округ складається з 15 вождівств та 1 муніципалітету, який іноді прирівняний до вождівства:
| №  | Назва             | Оригінальна назва | Площа, км² | Населення, осіб (2004) | Населення, осіб (2015) | Адміністративний центр | Секції |
| -- | ----------------- | ----------------- | ---------- | ---------------------- | ---------------------- | ---------------------- | ------ |
| 1  | Баґбве            | Bagbwe            | 232,1      | 10 904                 | 20 926                 | Нґалу                  | 5      |
| 2  | Баґбо             | Bagbo             | 276,2      | 24 834                 | 25 884                 | Джиммі                 | 7      |
| 3  | Баджія            | Bajia             | 192,5      | 7 698                  | 8 135                  | Нґелегун               | 5      |
| 4  | Бо, муніципалітет | Bo                | -          | 149 957                | 174 369                | Бо                     | 20     |
| 5  | Боама             | Boama             | 397,9      | 50 937                 | 45 385                 | Яманду                 | 8      |
| 6  | Бумпе-Нґао        | Bumpe-Ngao        | 944,4      | 35 642                 | 44 279                 | Бумпе                  | 10     |
| 7  | Валунья           | Valunia           | 824,8      | 17 741                 | 35 558                 | Монґері                | 7      |
| 8  | Вонде             | Wonde             | 267,8      | 9 893                  | 15 305                 | Ґбояма                 | 4      |
| 9  | Ґбо               | Gbo               | 190,2      | 5 050                  | 5 403                  | Беліма                 | 3      |
| 10 | Джаяма-Бонґор     | Jaiama Bongor     | 440,8      | 26 067                 | 31 298                 | Телу                   | 8      |
| 11 | Какуа             | Kakua             | 359,5      | 29 770                 | 51 074                 | Бо                     | 8      |
| 12 | Комбоя            | Komboya           | 247,2      | 15 616                 | 15 623                 | Нджала                 | 5      |
| 13 | Луґбу             | Lugbu             | 254,1      | 26 639                 | 25 453                 | Сумбуя                 | 6      |
| 14 | Ньява-Ленґа       | Niawa Lenga       | 240,8      | 11 109                 | 13 955                 | Ненґбема               | 4      |
| 15 | Селенґа           | Selenga           | 96,8       | 5 412                  | 9 175                  | Дамбала                | 3      |
| 16 | Тіконко           | Tikonko           | 508,3      | 39 399                 | 53 206                 | Тіконко                | 8      |

## Міста
| № | Населений пункт | Оригінальна назва | Вождівство | Населення, осіб (2015) |
| - | --------------- | ----------------- | ---------- | ---------------------- |
| 1 | Бо              | Bo                | Бо         | 174 369                |
| 2 | Монґері         | Mongeri           | Валунья    | 6 448                  |
| 3 | Сумбуя          | Sumbuya           | Луґбу      | 2 852                  |
| 4 | Тіконко         | Tikonko           | Тіконко    | 11 412                 |

## Господарство
Основою економіки округу є торгівля, видобуток золота та діамантів, сільське господарство, а саме вирощування рису, кави, какао та олійної пальми.
Освіта в окрузі здійснюється у 385 початкових та 40 загальноосвітніх школах. Найстарішим навчальним закладом є школа Бо, заснована ще 1906 року сером Леслі Пробіном, губернатором часів британського колоніалізму.

## Персоналії
В окрузі народились такі відомі люди:
- Джозеф Ґанда (1932) — архієпископ римо-католицької архієпархії Фрітауна з 2007 року
- Соломон Берева (1938) — віце-президент Сьєрра-Леоне 2002-2007 років
- Самуель Гінґа Норман (1940) — командувач Силами цивільної оборони під час Громадянської війни 1994—1995 років
- Джо Роберт Пемаґбі (1945) — представник Сьєрра-Леоне в ООН з 2003 року
- Джуліус Маада Біо (1964) — президент Сьєрра-Леоне 1996 року
- Алушпа Брева (1983) — футболіст національної збірної Сьєрра-Леоне з 2002 року
- Емерсон Самба (1987) — футболіст національної збірної Сьєрра-Леоне 2002—2003 років